# Junín (jezero)
Junín (IPA: [xuˈnin]; špa. Lago Junín Lago Junín, nazvan po obližnjem gradu Junínu) ili Chinchaycocha (vjerojatno od Quechua chincha, chinchay sjever, sjeverni, chinchay ocelot, qucha jezero, laguna, "sjeverno jezero" ili "ocelot jezero" ") je najveće jezero u cijelosti unutar teritorija Perua. Iako jezero Titicaca ima puno veću površinu, njegova istočna polovica nalazi se na teritoriju Bolivije. Jezero Junín jedno je od važnijih odredište za promatranje ptica u zemlji.

## Geografija
Jezero Junín nalazi se u Andskom gorju središnjeg Perua. Većina jezera nalazi se u pokrajini Junín u regiji Junín, ali njegov sjeverozapadni vrh pripada pokrajini Pasco u regiji Pasco. Površinska visina jezera nalazi se na 4,082.7 m/nm.
Jezero se nalazi na gornjem toku rijeke Mantaro u porječju Amazone. Postoji hidroelektrana koja regulira razinu vode u jezeru na istjecanju iz jezera, kroz branu Upamayo. U godinama obilnih kiša kolebanja vodostaja su umjerena, ali u sušnim godinama vodostaj može pasti 1.5–2 m ostavljajući široka područja izloženima. Najdublji dio jezera, koji se nalazi oko 10 km kod Huayrea, dubok je 12 m.
Izvori potoka koji teku u jezero Junín imenovani su kao "najudaljeniji" izvor rijeke Amazone, jedno od tri mjesta predložena kao "pravi" izvor Amazone. 

## Onečišćenje
Od 1933. godine došlo je do priljeva ostataka rudarenja u jezero, što je nepovoljno utjecalo na faunu riba i ptica u dijelovima jezera. Kanalizacija koja dolazi iz gradova Junin i Carhuamayo također zagađuje jezero. Ove vrste onečišćenja pridonose prirodnom procesu eutrofikacije ove močvare.

## Fauna i flora
Jezero Junín je dom trima endemskim pticama koje su sve ozbiljno ugrožene: gnjurci (Laterallus (jamaicensis) tuerosi), Podiceps taczanowskii i Rollandia rolland morrisoni. Dvije ugrožene vrste žaba iz roda Telmatobius ograničene su na blizinu jezera, iako se samo jedna od njih, potpuno vodena žaba jezera Junín (T. macrostomus), nalazi u samom jezeru, dok se žaba T. brachydactylus može naći u blizini. Tri vrste iz roda Orestias, O. empyraeus, O. gymnota i O. polonorum, te som Trichomycterus oroyae endemični su za porječje jezera i njegovu okolicu (uključujući povezane potoke, rijeke i manja jezera).
Jezero Junín okruženo je emergentnom vegetacijom, koja na nekim mjestima može doseći 6 km širok i postaje toliko gusta da je neprobojna. Fauna riba je bogata, ali se sastoji od nekoliko vrsta, uključujući unesene vrste. Uvedene pastrve sudjeluju u smanjenju broja endemskih žaba.

## Vanjske poveznice
|  | Zajednički poslužitelj ima još gradiva o temi Junín (jezero) |

- Factsheet of the natural reserve  Arhivirana inačica izvorne stranice od 19. lipnja 2013. (Wayback Machine)